# LZ 45

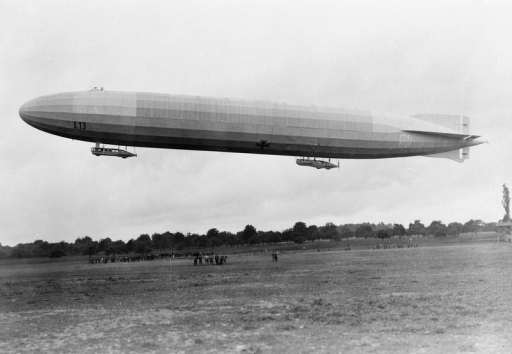
Marine-Luftschiff L 13

Der Zeppelin LZ 45 war das 45. Luftschiff des Grafen Zeppelin und dreizehnte Luftschiff der Kaiserlichen Marine.

## Geschichte
Die erste Fahrt von LZ 45 fand am 23. Juli 1915 statt. Die Marine übernahm das Luftschiff unter der militärischen Kennung L 13.
L 13 fuhr viele Bombenangriffe auf England und Aufklärungsfahrten in der Nordsee. Auch für die Sicherung auslaufender deutscher U-Boote war der Zeppelin im Einsatz. Sein Hauptstandort war Hage.
Ein Bombenangriff von L 13 in der Nacht vom 8. auf den 9. September 1915 auf die Innenstadt von London, der erste Luftangriff auf die Innenstadt von London überhaupt, führte zu schweren Schäden. Textillager nördlich der Sankt Pauls-Kathedrale gerieten in Brand und es entstand ein Schaden von 530.000 Pfund Sterling.
Am 13. September 1915 fuhr L 13 den nächsten Angriff auf London, doch dichte Wolkenfelder und starker Nebel erschwerten die Anfahrt. Als das Luftschiff einen Artillerietreffer in den Laufgang zwischen den Gondeln erhielt, der die Funkanlage traf, durch den Gasverlust eintrat und der auch eine Benzinleitung aufschlug, musste der Marine-Zeppelin umkehren und warf schließlich zur Gewichtserleichterung seine Bombenlast über holländischen Gebiet ab. Auch 1,3 Tonnen Treibstoff und Inventar wurden über Bord geworfen, um das Luftschiff in der Luft zu halten. So konnte L 13 seinen Heimathafen erreichen und war nach vier Tagen wieder instand gesetzt.
Als am 18. August 1916 die deutsche Hochseeflotte für den Versuch einer zweiten großen Seeschlacht nach der Skagerrakschlacht vom Mai 1916 ausfuhr, konnte L 13 einen Teil der britischen Flotte entdecken und über Funk den Oberbefehlshaber der deutschen Flotte, Admiral Reinhard Scheer, melden (siehe Seegefecht vom 19. August 1916). Durch einen Gewittersturm verlor L 13 den Kontakt mit dem britischen Flottenverband und so brach Scheer die Verfolgung der Briten ab. Insgesamt führte L 13 45 Aufklärungs- und 15 Angriffsfahrten durch und warf dabei 20.667 kg Bomben ab.

## Verbleib
Als das Luftschiff veraltet war, stellte man LZ 45/L 13 am 25. April 1917 außer Dienst und rüstete den Zeppelin ab.

## Technische Daten
- Traggasvolumen: 31.900 m³ Wasserstoff
- Länge: 163,00 m
- Durchmesser: 18,70 m
- Nutzlast: 16,2 t
- Antrieb: vier Maybach-Motoren von je 210 PS (154 kW)
- Geschwindigkeit: 26,7 m/s